# Portea alatisepala
Portea alatisepala är en gräsväxtart som beskrevs av Philcox. Portea alatisepala ingår i släktet Portea och familjen Bromeliaceae. Inga underarter finns listade i Catalogue of Life.

## Bildgalleri

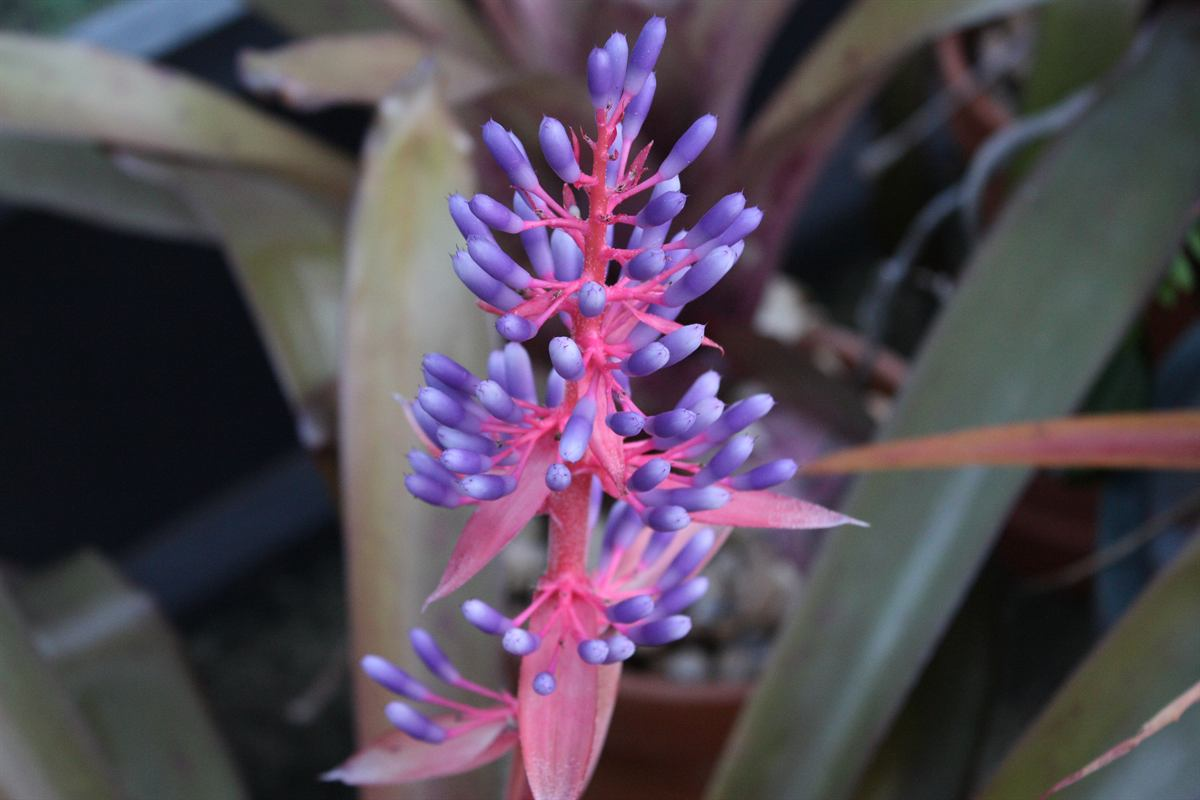